# Deutsche Internationale Schule Doha
Die Deutsche Internationale Schule Doha (DIS Doha) ist eine im Oktober 2008 gegründete Deutsche Auslandsschule in Doha in Katar. Die Privatschule gliedert sich in Kindergarten, Grundschule und Sekundarstufe I und II.

## Struktur und Organisation
Die Schule ist zweizügig in den Klassen 1 bis 8, einzügig in allen weiteren und umfasst im Schuljahr 2023/24 die Klassen 1 bis 12, unterteilt in Grundschule von der ersten bis zur vierten Jahrgangsstufe, Sekundarstufe I von der fünften bis zur zehnten Jahrgangsstufe sowie Sekundarstufe II von der elften bis einschließlich zwölften Jahrgangsstufe. Am Ende der Sekundarstufe I wird der mittlere Bildungsabschluss angeboten. Seit dem Schuljahr 2016/17 ist es an der Deutschen Internationalen Schule Doha möglich, eine Hochschulzugangsberechtigung mit dem International Baccalaureate (Gemischtsprachlich Deutsch/Englisch) zu erlangen. Im Dezember 2018 wurde die Deutsche Internationale Schue Doha mit dem offiziellen Qualitätssiegel „Exzellente Deutsche Auslandsschule“ nach der Bund-Länder-Inspektion (BLI) ausgezeichnet.
50 Prozent der Schüler sind deutscher Nationalität. Die Schüler haben vorher meist eine Schule in Deutschland oder eine deutsche Auslandsschule besucht. Die Schule wird als Ganztagsschule geführt. An der Schule sind 47 Lehrkräfte tätig, einschließlich Kindergarten (September 2024).
Der Unterricht erfüllt die Kontingentstundentafel der Kultusministerkonferenz und wird in deutscher Sprache erteilt, die Inhalte orientieren sich an den Lehrplänen des Freistaates Thüringen. Das Fach Englisch wird wegen der besonderen Bedeutung bereits ab der ersten Klasse der Grundschule, Französisch wird ab der fünften Klasse unterrichtet. Die Fremdsprachen werden nur teilweise von muttersprachlichen Lehrkräften unterrichtet. Im Hinblick auf das arabische Umfeld der Schule stehen arabische Länderkunde und Geschichte für alle Schüler und Islamkunde und Arabisch als Muttersprache für arabische Schüler zusätzlich auf dem Lehrplan. Die Schule ist in der Sekundarstufe gymnasial (Orientierungsstufe Klassen 5 und 6) mit Binnendifferenzierung bei Haupt- und Realschülern.
Die Finanzierung der Deutschen Internationalen Schule Doha erfolgt hauptsächlich über die Schulgebühren. Dazu unterstützt die Zentralstelle für das Auslandsschulwesen (ZfA) durch die Besoldung der Auslandsdienstlehrkräfte und eine jährliche Schulbeihilfe die Schule nachhaltig.
Partnerschule ist die Tariq Bin Ziyad Independent Secondary School, Doha (Katar). Die Schule ist in der Initiative „Schulen: Partner der Zukunft“ (Pasch) aktiv.

## Schulleiterinnen und Schulleiter
Erster Direktor der Schule war von 2008 bis 2009 Michael Bauer. Ihm folgte von 2009 bis 2010 Ilka Detampel. Von 2010 bis zu seiner Pensionierung Ende 2012 war Nikolaus Kircher, der zuvor schon die deutschen Auslandsschulen in Kairo und Jerusalem geleitet hatte, Direktor. Gereon Burster, Latein-, Religion- und Mathematiklehrer mit Erfahrung an der Deutschen Schule in Mailand, übernahm im Januar 2013 für eineinhalb Jahre seinen Posten. Mit Helmut Jolk übernahm erneut ein Mathematiklehrer die Leitung im Schuljahr 2014/2015. Dirk Dillschneider, Lehrer für Biologie und Chemie, brachte in Form seiner sechsjähren Dienstzeit (2015–2021) Kontinuität in die Schulleitung. Er hatte sich für Doha entschieden, da er großes Interesse an der arabischen Kultur hatte und „Katar ein sicheres Land ist“. Mit dem Weggang von Dirk Dillschneider im Juni 2021 übernahm ab dem Schuljahr 2021/22 Diana Guthmann die kommissarische Schulleitung bis zum Ende des Schuljahres 2022/23. Ab dem Schuljahr 2023/24 ist der Schulleiter Kai Darmstädter. 

## Kindergarten
Der Kindergarten der Deutschen Internationalen Schule Doha befindet sich im Gebäude der Schule und wird von Kindern bis zu 80 Prozent mit gemischten Nationalitäten besucht. Der Kindergarten umfasst vier altersgemischte Gruppen für drei- bis fünfjährige Kinder.